# António Horta Osório
António Mota de Sousa Horta Osório CvGDM • GCME (Lisboa, Nossa Senhora de Fátima, 28 de Janeiro de 1964) tem sido uma figura de destaque na indústria de serviços financeiros ao longo de mais de 30 anos, com uma carreira internacional de sucesso na banca que abrange banca comercial e de retalho, gestão de ativos e banca de investimentos.
Em 2021, foi nomeado Cavaleiro, com o título Knight Bachelor, pela rainha Isabel II de Inglaterra pelo seu trabalho na banca e pelos serviços voluntários nas áreas da saúde mental e da cultura..

## Família
É filho de António Lino de Sousa Horta Osório e de sua mulher Adélia Maria Mendonça Mota, neto materno de Carlos Cecílio Nunes Góis Mota e neto paterno de António Sarmento de Sousa Horta Osório. Casado com Ana Cristina Costa Pinto Horta Osório. 

## Biografia
Licenciado em Gestão e Administração de Empresas pela Universidade Católica Portuguesa em Lisboa, possui um MBA pelo INSEAD e um Advanced Management Program pela Harvard Business School. É Doutor Honoris Causa pela Universidade de Edimburgo, Universidade de Bath, Universidade de Warwick, Universidade de Birmingham e Universidade Católica Portuguesa.
Começou a sua carreira no Citibank em Portugal, onde foi Diretor de Mercados de Capitais. Ao mesmo tempo, foi professor assistente na Universidade Católica Portuguesa. Posteriormente, trabalhou para o Goldman Sachs em Nova Iorque e Londres.
Em 1993 juntou-se ao Grupo Santander onde ocupou várias funções de gestão até janeiro de 2011, em particular como CEO em Portugal, Brasil e Reino Unido, onde transformou o Abbey National, adquiriu o Alliance and Leicester and Bradford and Bingley durante a Grande Crise Financeira e fundiu-os no Santander UK em 2010.
Foi CEO do Lloyds Banking Group, para o qual foi nomeado em 2011 a convite do governo britânico e que liderou durante 10 anos, tendo conseguido devolver o banco à esfera privada em 2017, com o reembolso total do dinheiro dos contribuintes. Foi Administrador não Executivo do Banco de Inglaterra, a título pessoal, entre 2009 e 2011.
De janeiro de 2015 a dezembro de 2021 foi Presidente da Wallace Collection, uma das principais coleções de arte da Europa e a maior doação privada à nação no Reino Unido, nomeado pelo Primeiro-Ministro.
Entre maio de 2021 e janeiro de 2022 foi Presidente do Conselho de Administração do Grupo Credit Suisse. 
Em 2021, foi condecorado pela rainha Elizabeth II pelo seu trabalho na banca e pelos serviços voluntários nas áreas da saúde mental e da cultura.
António Horta-Osório é atualmente Presidente do Conselho de Administração da empresa farmacêutica BIAL; Administrador não executivo da Fundação Champalimaud, da Stichting/Enable INPAR, da José de Mello Capital, SA e da Teya Holding, Senior Advisor da Mediobanca, da Cerberus e da Precision Capital.. 
Em 2024 foi considerado pelo Jornal de Negócios como a 38.ª pessoa mais poderosa da economia portuguesa.

## Vida Pessoal
Casado, pai de 3 filhos. 
Em 2011 interrompeu temporariamente a sua atividade profissional por esgotamento. Desde então dedica parte do seu tempo a apoiar iniciativas dedicadas à promoção da saúde mental nas organizações.
Apoia desde 2018 a Terra dos Sonhos.

### Condecorações
- Reino Unido  Condecorado com o título de Cavaleiro pela Rainha Isabel II (2021)
- Comendador da Ordem Nacional do Cruzeiro do Sul do Brasil (1998)
- Ilustríssimo Senhor Comendador de Número da Real Ordem de Isabel a Católica de Espanha (1998)
- Senhor Comendador da Ordem do Mérito Civil de Espanha (1998)
- Cavaleiro de Graça e Devoção da Ordem Soberana e Militar Hospitalária de São João de Jerusalém, de Rodes e de Malta (2010)[7]
- Grã-Cruz da Ordem do Mérito Empresarial Classe Comercial de Portugal (9 de Junho de 2014)[19]

### Graus Universitários
- Grau de “Doutor Honoris Causa” atribuído pela Universidade Católica Portuguesa (Fevereiro de 2022)
- Grau de “Doutor Honoris Causa” atribuído pela Universidade Birmingham (Dezembro de 2019)
- Grau de “Doutor Honoris Causa” atribuído pela Universidade de Warwick (Julho de 2015)
- Grau de “Doutor Honoris Causa” atribuído pela Universidade de Bath (Julho de 2012)
- Grau de “Doutor Honoris Causa” atribuído pela Universidade de Edimburgo (Junho 2011).